# 총알 탄 사나이
《총알탄 사나이》(The Naked Gun: From The Files Of Police Squad!)는 미국에서 제작된 데이빗 주커 감독의 1988년 코미디 영화이다. 레슬리 닐슨 등이 주연으로 출연하였고 로버트 K. 웨이스 등이 제작에 참여하였다.

## 출연

### 주연
- 레슬리 닐슨

### 조연
- 프리실라 프레슬리
- 조지 케네디
- 리카르도 몬탈반

## 기타
- 협력프로듀서: 존 D. 스코필드
- 미술: 존 J. 로이드
- 의상: 메리 E. 보트
- 배역: 펀 챔피온
- 배역: 파멜라 바스커

## 한국어 더빙 성우진(KBS, 1999년 12월 24일)
- 김병관 - 드레빈 (레슬리 닐슨)
- 유남희 - 스펜서 (프리실라 프레슬리)
- 온영삼 - 에드 국장 (조지 케네디)
- 이호인 - 노드버그 (O.J. 심슨)
- 남궁윤 - 루드윅 (리카르도 몬탈반)
- 이경자 - 시장 (낸시 마천드)
- 안종국
- 이근욱
- 박신영
- 이연희
- 유동현
- 서문석
- 김관진
- 전인배
- 이용순

## 같이 보기
- 텔레폰 (영화)